# Bayanteeg
Bayanteeg (tiếng Mông Cổ: Баянтээг) là một khu định cư nằm cách trung tâm sum Nariinteel thuộc tỉnh Övörkhangai, miền nam Mông Cổ khoảng 40 km. Kinh tế tại đây chủ yếu dựa vào việc khai thác mỏ than. Vào năm 2010, dân số của Bayanteeg là 1.249 người.